# Atleet

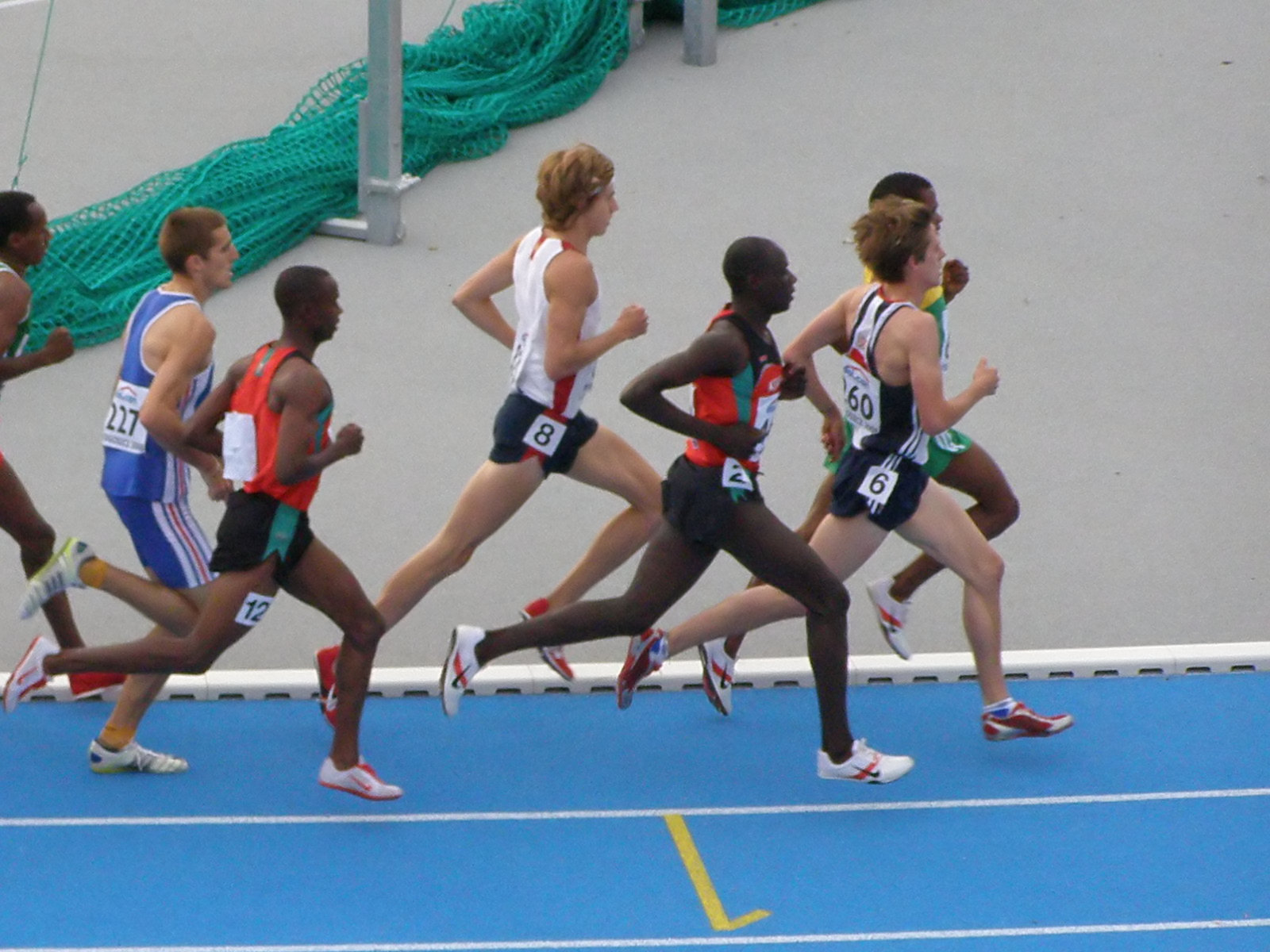
Atleten tijdens de wereldkampioenschappen junioren 2008

Een atleet is in de oorspronkelijke betekenis van het woord een persoon met bovengemiddelde fysieke eigenschappen (kracht, wendbaarheid en uithoudingsvermogen), die daarmee wordt gezien als potentieel deelnemer aan fysieke activiteiten en in het bijzonder wedstrijden. Het Oudgriekse woord voor "wedstrijd" was ἆθλος (athlos), en degenen die meededen aan deze wedstrijden werden ἀθληταί (athletaí) genoemd.
Tegenwoordig is een atleet iemand die daadwerkelijk deelneemt aan atletiekwedstrijden.
Verwarring ontstaat doordat het Engelse athlete 'sporter' betekent en dus in de Engelse taal gebruikt wordt in de oude en algemene betekenis. In het Nederlands voldoet 'sporter' hiervoor.